# Baetis tigroides
Baetis tigroides is een haft uit de familie Baetidae. De wetenschappelijke naam van de soort is voor het eerst geldig gepubliceerd in 1949 door Gillies.
De soort komt voor in het Oriëntaals gebied.